# Софиевка (Могилёвская область)
Софи́евка (бел. Сафíеўка) — деревня Пашковского сельского совета Могилёвского района Могилёвской области.

## Географическое положение
Ближайшие населённые пункты Жуково, Хатки, ближайший ж/д остановочный пункт — Полыковские Хутора на линии Могилёв — Орша. Вблизи деревни протекает река Дубровенка.